# Copalnic-Mănăștur
Copalnic-Mănăștur é uma comuna romena localizada no distrito de Maramureș, na região histórica da Transilvânia. A comuna possui uma área de 117.45 km² e sua população era de 5808 habitantes segundo o censo de 2007.